# Nancy Carrillo
Nancy Carrillo de la Paz, född 11 januari 1986 i Havanna, är en kubansk volleybollspelare.
Carrillo blev trea med Kubas damlandslag i volleyboll vid OS 2004 och fyra vid OS 2008. Hon är dotter till Sonia de la Paz, som kom femma med Kubas damlandslag i basket vid OS 1980, och till Nancio Carrillo, som  var en boxare som deltog i OS 1968, där han åkte ut i första omgången.